# 殷郊

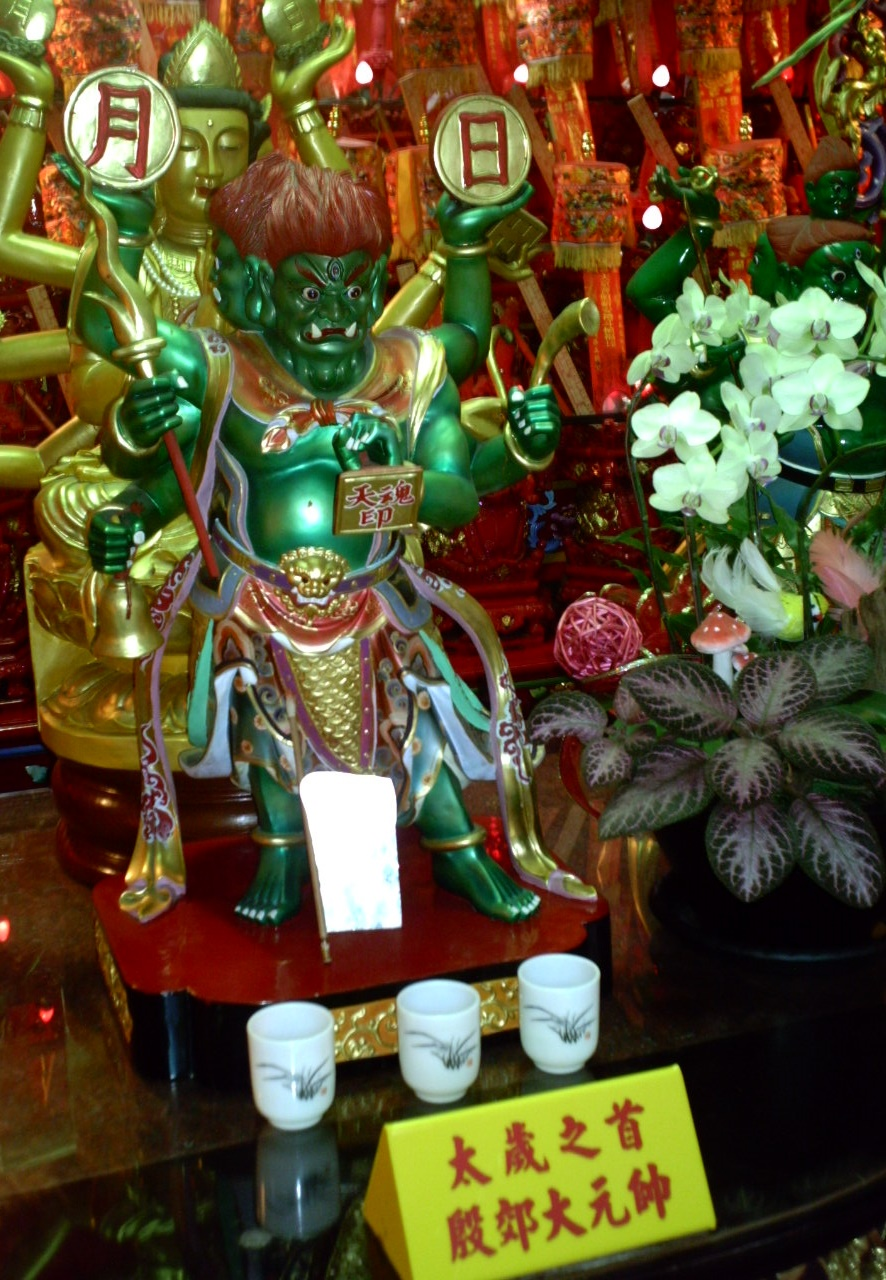
竹南后厝龍鳳宮之殷郊神像

殷郊，或作殷交，是道教著名的護法神，相傳為六十位太歲星君的領袖。《三教搜神大全》中，他隨著武王克殷有功，最後還斬了妲己。
在《封神演義》一書中為殷商的太子，學道於廣成子，後因違背誓言抗周，受犁耕而死。其弟為殷洪。

## 簡介
“殷郊”斯名晚出，較早見於文獻的是「殷元帥」一名，載宋代、元代之間成書的道教經書《太上三洞神呪》卷五的〈召殷元帥呪〉中。
南宋咸淳十年（1274年）作序的彭元泰《天心地司大法》（收錄於《道法會元》），在當中有「北極御前顯靈體道助法馘精滅魔地司猛吏太歲大威力至德元帥殷郊」的稱號，以及若干關於召請殷郊降臨的咒法。由此可知，道教中以殷郊為太歲的說法，至遲在南宋以前已經出現。
元代秦子晉的《三教源流搜神大全》有一神人，喚作「太歲殷元帥」，該傳長達六百五十餘字，而大部分的故事與《封神演義》非常相近，可知殷郊的傳說在宋代已經成形。

## 文學作品

### 三教源流搜神大全
殷郊為殷紂王的太子。母親踩了巨人足跡而受孕，出生時為一個肉球，於是被妲己提議，讓紂王將他棄之荒郊，故名殷郊。而後生母被妲己所害而慘死，殷郊則被申真人救走，並在其門下修道有成、取得許多法寶，收服贙神、鴉將，斬殺十二骷髏神，最後輔佐周武王，克紂成功，妲己妖媚惑眾，眾人無法下手，殷郊於是大展神威，親斬了妲己。玉帝封殷郊为「地司九天遊奕使」、「至德太歲殺伐威權元帥」，樣貌是三頭六臂的孩兒像。

### 封神演義
殷郊亦登場於中国古典小说《封神演义》，為殷商的太子。在母親姜皇后被殺後，遭到後母妲己的逼迫和紂王追捕，經過的广成子將其救往九仙山修道，艺成出师，奉广成子命，携“翻天印”等数宝下山，协助武王克殷。卻在半路遇申公豹，诉说其弟殷洪死讯，遂决意为弟报仇而倒戈，加入商朝攻打周武王。后为姜子牙和燃灯道人所败，引入岐山，受犁耕而死。
周朝姜子牙奉命施作封神榜，殷郊的灵魂被封为「值年歲君太歲之神」。姜子牙奉太上老君及元始天尊敕令封殷郊為太歲神的正文如下：
爾殷郊昔身為紂子，痛母后至觸君父，幾罹不測之殃；後證道名山，背師者有逆天意，釀成犁鋤之禍。雖申公豹之唆使，亦爾自作愆由。特敕封爾殷郊為值年歲君太歲之神，坐守週年，管當年之休咎。爾等宜恪修厥職，永欽新命。

## 奉祀寺廟

### 香港
- 東平洲天后宮，主殿為天后，並配祀洪聖及太歲星君殷郊。
- 長洲洪聖廟，主祀洪聖，並配祀太歲星君殷郊。

### 臺灣
臺灣目前奉祀殷元帥的寺廟並不多，主要奉祀方式有下面兩種：
- 作為太歲殿之主神－如高雄市新興區大港埔鼓壽宮。新北市淡水區正興宮[2]、臺南市關廟山西宮、苗栗縣竹南后厝龍鳳宮、宜蘭縣壯圍鄉過嶺保安宮則同時奉祀斗姥元君（道教中眾星之母）和殷元帥。
- 作為玉皇上帝之護法神－如臺北市文山區指南宮凌霄寶殿、新北市樹林區五聖山慈鳳宮凌霄寶殿、雲林縣褒忠鄉馬鳴山鎮安宮靈霄寶殿等。

另有部分廟宇如高雄市前鎮區無極天正興宮一樓主祀殷郊太子；臺北市大同區瞿公真人廟、臺南市安平區金門館海頭社伍德宮、新北市泰山區奉德宮（前述伍德宮分靈）、高雄市苓雅區無極德原宮、高雄市旗津區開基旗和堂等亦配祀之，並多以農曆七月十九日為其聖誕。

## 影視列表

### 電視劇
| 年份   | 劇名                 | 演員                   | 製作公司             | 備註                         |
| ------ | -------------------- | ---------------------- | -------------------- | ---------------------------- |
| 1986年 | 《封神榜》           | 鄭平君                 |                      | 陳慧樓版《封神榜》           |
| 1990年 | 《封神榜》           | 周國盛（少年：張震瑋） | 上海電視劇製作中心   | 藍天野版《封神榜》           |
| 2000年 | 《封神榜》           | 林嘉欣                 | 中國電視公司（中視） |                              |
| 2001年 | 《封神榜》           | 游 飈                  |                      | 陳浩民版《封神榜之忠義乾坤》 |
| 2006年 | 《封神榜之凤鸣岐山》 | 陸逸涵                 | 中國中央電視台       | 范冰冰版                     |
| 2009年 | 《封神榜之武王伐纣》 | 楊梓鐸                 | 中國中央電視台       | 林心如版                     |
| 2014年 | 《封神英雄榜》       | 來子暘                 | 山東衛視             | 陳鍵鋒版《封神英雄榜1》      |
| 2015年 | 《封神英雄》         | 劉淼淼                 | 安徽衛視             | 李依曉版《封神英雄榜2》      |
| 2019年 | 《封神演義》         | 孫博豪（幼年：邵文皓） |                      |                              |
| 待定   | 《封神之天啟》       | 劉學義                 |                      |                              |

### 電影
| 年份 | 劇名                     | 演員   | 備註 |
| ---- | ------------------------ | ------ | ---- |
| 2023 | 《封神第一部：朝歌風雲》 | 陳牧馳 |      |
| 2025 | 《封神第二部：战火西岐》 | 陈牧驰 |      |
| 待定 | 《封神第三部》           | 陈牧驰 |      |